# Shravanabelagola

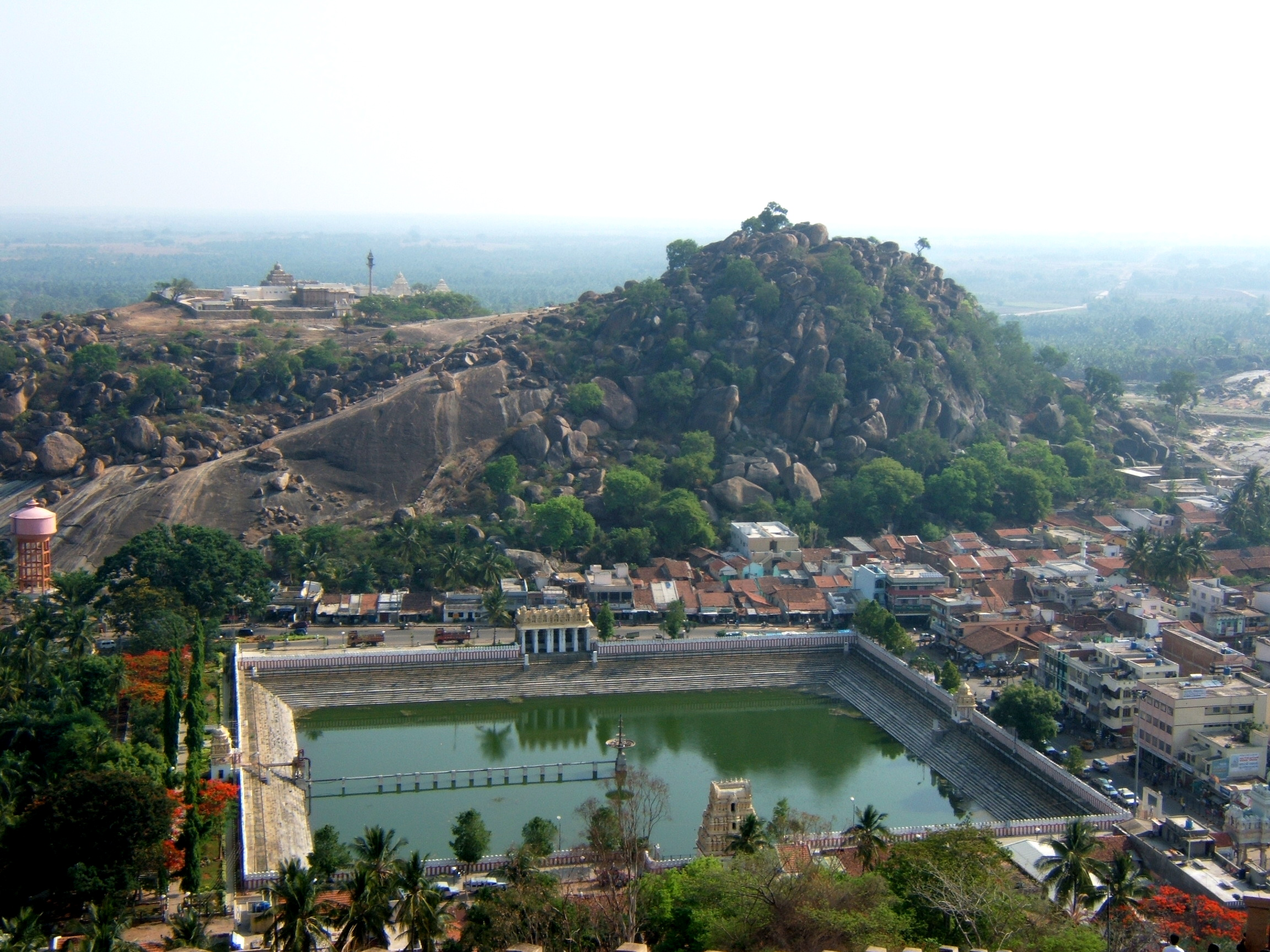
Shravanabelagola widok ogólny

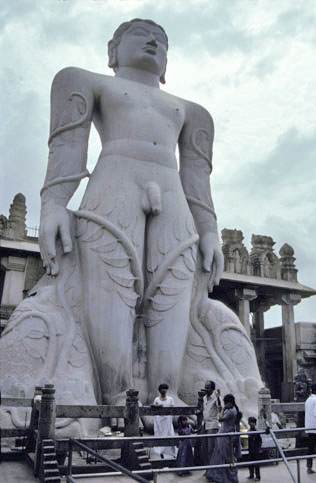
Posąg Gomateśwary w Shravanabelagola

Shravanabelagola (kannada:ಶ್ರವಣಬೆಳಗೊಳ) – miasto w indyjskim stanie Karnataka, w okręgu Hassan, 145 km na zachód od Bengaluru, znane szczególnie jako ważny ośrodek kultowy dźinizmu. Znajduje się między granitowymi wzgórzami, Indragiri (930 m n.p.m.) i Ćandragiri (600 m n.p.m.).
Słynie ze wzniesionego w X wieku n.e. na szczycie wzgórza Indragiri (ponad 600 kamiennych stopni, po których wierni powinni wejść boso w strojach bez szwów – sari w przypadku kobiet, dhoti dla mężczyzn) 18-metrowego posągu Gomateśwary – dżinijskiego świętego, zwanego też Bahubali. Przedstawiono go nagiego na znak rezygnacji z dóbr tego świata i obrośniętego pnączami, co symbolizuje głębię pogrążania się w medytacji i rozwój duchowy. Gomateśwara ma twarz zwróconą ku północy, stoi w pozycji kajutsargi (medytacyjnej pozycji wyrzeczenia się ciała, obojętności na ból, cierpienie czy przyjemność). Posąg wyciosano w miejscu znanym z odosobnienia wyznawców dźinizmu (w tym mnichów) zdecydowanych na podjęcie się postu aż po śmierć (rytualne samobójstwo – sallekhana). W ten sposób zmarł tu w 980 r. doradca inwestującej w to miejsce dynastii Gangów Narasinga, a w 982 roku ostatni wielki władca z dynastii Gangów Indra IV. U stóp posągu – napisy w językach kannada, marathi i tamilskim, wyrażające w 981 r. n.e. uznanie tym, dzięki którym postawiono posąg – królowi Radźamalli IV i jego ministrowi Ćamundaraji. Zgodnie z tradycją przedstawiony tu Gomateśwara był synem Adinathy, pierwszego tirthankary. Po śmierci ojca walczył on o władzę nad królestwem, a pokonawszy w tej walce brata Bharata, uświadomił sobie bezsens tego zwycięstwa, oddał mu władzę i wyrzekł się udziału w świecie, by oddać się dążeniu do duchowego oświecenia. W 2007 roku Indusi za pośrednictwem głosowania zorganizowanego przez Times of India uznali posąg Gomateśwary za pierwszy z siedmiu cudów Indii. Co dwanaście lat w ramach dżinijskiego święta upamiętniającego namaszczenie głowy Gomateśwary (Mahamastakabhiszeka) w obecności tysięcy pielgrzymów dokonuje się tu obrzędowych ablucji. Posąg przez kilka godzin polewany jest mlekiem zmieszanym z miodem, zmieszaną z kadzidłami wodą ze świętych rzek, klarowanym masłem ghi, mleczkiem kokosowym, sokiem z trzciny cukrowej, namaszczany szafranem, pastą sandałową, cynobrem, obsypywany migdałami, daktylami, makiem, srebrnymi monetami, płatkami kwiatów. Zanim do tego dojdzie przygotowania trwają miesiąc. Odprawia się codziennie pudźę u stóp (obmywa się stopy posągu). Za posągiem buduje się rusztowanie umożliwiające ceremonię. Sama ceremonia zaczyna się przed wschodem słońca. Przed posąg przynosi się wielkie naczynia z wodą z różnych stron Indii. Naczynia wykonane są ze złota, srebra, brązu, wysadzane kamieniami. Wierni recytują modlitwy. O godz. 11:00 dźwięk konch ogłasza, że należy zacząć wnosić naczynia na rusztowanie i stamtąd dokonać obmywania posągu. W ostatnich latach użyto nawet helikoptera, z którego posag obsypano girlandami kwiatów i kolorowymi proszkami. Obmywanie figur tirthankarów należy do starożytnych tradycji. W inskrypcjach pierwszy raz wspomniano o ceremonii obmywania głowy posągu Gomateśwary w 1398 roku. Odprawiania jej zakazano dwukrotnie. W czasach, gdy Sharavanabelagola znalazła się pod władzą hinduskiego imperium Widźajanagaru i potem, gdy zdobyli ją muzułmanie. Stąd w latach 1677 do 1800 nie dochodziło do ceremonii namaszczenia głowy. Jej istotą nie jest deifikacja tirthankary, przebłaganie go, ale przypomnienie ideału wyzwolenia, oświecenia, który on urzeczywistnił, a który wierni mają do spełnienia.
W mieście między wzgórzami znajduje się sztuczne jezioro i wiele dżinijskich świątyń, m.in. w pobliżu schodów na wzgórze Indragiri świątynia, której dziedziniec otaczają mury ozdobione XVIII-wiecznymi malowidłami z życia 23. tirthankary. Na wzgórzu Ćandragiri królowie z dynastii Gangów zbudowali w VIII–XII wieku pięć świątyń dźinijskich (basti. W Neminatha Basti znajduje się posąg Neminathy, 22. tirthankary. Obok w Ćandragupta Basti, świątyni wzniesionej w III w. p.n.e. przez cesarza z dynastii Maurjów, Aśokę – reliefy w kamieniu ze scenami z życia wielkiego dżinisty z rodziny królewskiej Ćandragupty. Sharavanabelagola związana jest z osobą ascety dżinijskiego Bhadrabahu. Na szczycie Ćandragiri znajduje się świątynia, w której można zobaczyć odcisk jego stóp. W tej świątynnej grocie Bhadrabahu w 289 r. p.n.e. osiągnął szczyt ascezy zagłodziwszy się na śmierć (zgodnie z dżinijskim rytuałem sallekhany). Tradycja mówi, że IV w. p.n.e. w Śravanabelagoli protoplasta dynastii Maurjów, uczeń Bhadrabahu, Czandragupta Maurja przeszedł na dżinizm. Po abdykacji i oddaniu władzy poszedł w ślady mistrza tu też wypełniając ascezę aż po dobrowolną śmierć z głodu.
W kolejnym basti znajduje się posąg Parwaśwanathy, 23. tirthankary.
Obok niektórych jaskiń świątynnych w Elurze (Maharasztra) i Badami (Karnataka), świątyń na górze Abu (Radżastan), kompleksu świątyń w Ranakpur i Jaisalmer (Radżastan), czy w Śatrundźaja (Gudżarat), Śravanabelagola zalicza się w Indiach do najbardziej świętych miejsc dźinizmu.
Koło 80 km od Shanavanabelagoli jest miasto Majsur, w podobnej odległości w miejscowościach Belur i Halebidu znajdują się sławne hinduskie świątynie z dynastii Hojsala.